# Socotoro
Socotoro – miejscowość (plaats) w strefie Socotoro/Rancho, w regionie Oranjestad-West w północno-zachodniej części kraju autonomicznego Aruba, należącego do Holandii, w Ameryce Południowej. 